# 石原莞尔
石原莞尔（1889年1月18日—1949年8月15日），大日本帝国陆军陸軍中將。在任关东军作战主任参谋时和板垣征四郎一起策动了九一八事变，二戰末期因为和东条英机的尖銳对立而被编入预备役，且曾策畫暗殺東條英机。
石原篤信佛教日蓮宗，亦熱心於國柱會。他認為日本應滿足於滿洲國的勢力範圍，不應全面侵略中國，而是應該以強勢地位與中國和談並建立同盟。這是因為他篤信「世界最終戰論」，認為東方跟西方終須一戰，而東方當然要由最先進的日本領軍，也因此日本需要和中國結成盟友，共同對抗“永恆的敵人”——西方基督教與天主教勢力。在此過程中日本必須拿下滿蒙以鞏固自己在亞洲的勢力，但不可將主戰力陷入中國戰場，更不可使中國倒向西方聯盟。石原也因為此種戰略觀點而與東條對立。
有關於他的歷史定位仍有爭議，儘管他有參與九一八事變後日軍攻佔中國東北戰役，但他主張建立滿洲國後在東北保持獨立地位。由於他在第二次世界大戰中主張與中國和談同盟、不支持全面戰爭，以及戰後對和平的倡議等行為，因此國際法庭沒有把他被當成战犯起诉。

## 生平

### 少年时期
1889年1月18日，石原莞尔出生于山形县鹤冈市日和町，排行第三。石原家是當地大名酒井家的家臣，父親石原啟介明治維新後再酒田縣擔任警察，後任饭能警察署署长。
家中的长子（泉）和次子（孙次）分别在出生两个月和两周后折命，莞尔实际成为了家裏的长子。石原家的四子（实为次子）作为海軍中佐在1940年6月因为飞机事故而殉职1940年6月28日石原次郎海軍中佐作为美幌航空隊建設委員長在参加会议的途中于北海道龜田郡椴法華村因濃霧而撞山身亡。二郎在上完初中后就入学海軍兵学校，曾担任戦艦霧島的砲術長并升到海軍兵学校砲術科長。石原莞爾在纪念神纪2600年（1940年）的大演習中才知道此事。。五子（三郎）在一岁去世，而只有六子（六郎）活到了战后并且一直在石原莞尔曾经住过的西山农場直到1976年。而家裏的长女嫁给了一名医生，二女（志）嫁给了一位军人，三女（丰）和四女（贞）在二十四岁去世。
因为父亲工作的原因搬了几次家，在少年时期的性格相对很粗暴，他的姐姐一次去学校领他的时候看到他在教室里大闹。而在另外一方面，石原常常也是学校里同年级中成绩最好的学生，三年级的时候在阅读，数学和作文上有着优异的成绩。旧东北帝国大学附属医院保留的病历显示他在幼儿时期因为麻疹种过几次痘。小时候的梦想曾经是成为陆军大将。

### 陆军学校时代
1902年石原莞尔考入仙台陆军幼年学校，这段时期在班级里的51名学生中他的成绩一直名列前茅，特别是在德语，数学，国语和汉文有杰出的表现，但是不擅长体育和剑术等术科。1905年进入陆军中央幼年学校，同期生还包括后来的陆军中将横山勇和岛本正一。中央幼年学校的主要科目包括基础军事训练与武器分解和骑马等，而石原常常喜欢研究世界战争史和哲学，也是在此时开始接触和田中智学的《法华经》相关的书。住在东京的时还登门拜访、讨教过乃木希典和大隈重信。
石原莞尔早年是个另类，一年到头不洗澡，把身上的虱子装在铅笔盒中养起来作为观赏。学校为培养学生日后能独立进行作战绘图，特别安排了写生课，石原莞尔的作业曾让老师瞠目结舌，他画了一根男性生殖器，又写一行字：“我的宝贝，画于厕所，11月1日”。这充分体现他早年的不拘一格和特立独行的天性。
毕业后石原莞尔被分到家乡的酒田步兵第32聯隊当士官候补生。

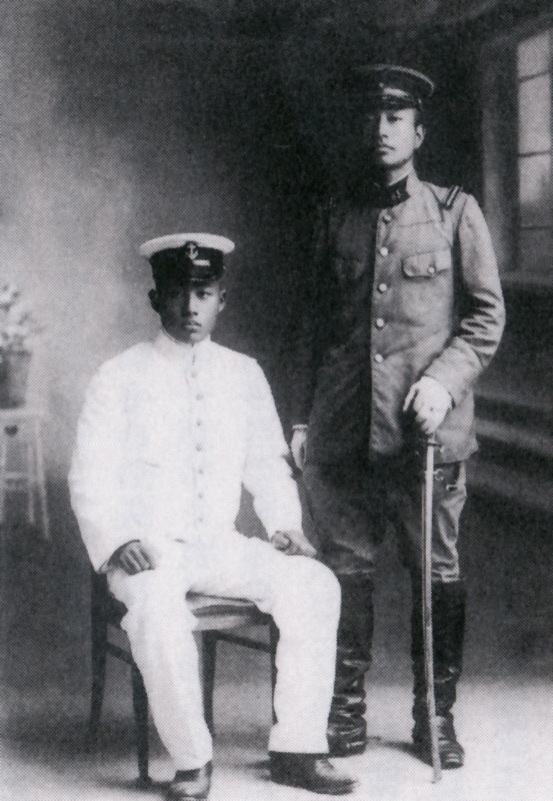
晋升为少尉的石原莞尔与弟弟次郎

1907年12月进入日本陆军士官学校第21期步兵科，在教室和自习室里石原饱读军事学丛书，休息日也在图书馆阅读战争史、哲学和社会学等书。在陆军士官学校的成绩是350名学生中的第3名，因为有时反抗并且侮辱他的区队长，被扣去品行分，1909年毕业时的成绩被学校降至第6位。陆士毕业以后按惯例回到原来的第32联队，作为陆军的见习士官受到严格的训练，晋升为陸軍少尉。因是长官所不喜欢的人，所以1909年12月在新组建步兵第63聯隊时被调出去新联队。他也给军事杂志写了好几份对于战术问题的个人看法，除军事学以外还继续研究历史和哲学。在此期间受到陆军大将南次郎的泛亚洲主义薰陶。1911年，驻扎在朝鲜春川时期的石原在听聞孙文在辛亥革命中胜利的消息后向部下说明此次革命的意义，后来一起鸣枪高呼“中華民國万岁”。
石原随后在第63联队长的动员下参加了陆军大学校的考试，考试题目包括初级战术学，筑城学，兵器学，地形学，交通学，军制学，语言学，数学和历史，要求考生在3小时至3個半小时内解答。然而对一心想成为部队长的石原来说根本没认真的进行复习，每天通常都是热衷于解决部队里的工作，去考场的时候也一本参考书都没带。1915年考入陆军大学第30期。在这里他接受了战术学，战略和军事史等教育，而在残余的时间里则研究思想和宗教，有时候可以在战术问题的答辩上压倒教官的言论。1918年从陆大毕业，成绩是60名毕业生中的次席，首席是后来的陆军中将鈴木率道。毕业论文为对戊辰战争中北越战争里越後長岡藩的河井继之助的战术研究。

### 海外进修
陆大毕业先在原联队后调入陆军训练总监部。1920年4月，被派到驻汉口的华中派遣队司令部，上司是板垣征四郎少佐。石原莞尔逗留一年有餘，考察了湖南，四川，南京，上海和杭州等地，总结出应对军阀最好的办法是“比起武力会战，收买和宣传具有更大的价值”，他认为当时的中国“官乃贪官，民乃刁民，兵乃兵痞；政府欺压民众，官民对立；若外国入侵，民众不会支持政府”。他還說：“中國的愛國學生是世界上最亂的，就是他們起鬨鬧事，把老百姓推到最前線，然後他們轉身就走了。總而一句話就是說，中國是一個政治失敗的民族。”1921年5月，被调到陆军大学校任兵学教官。
1922年7月，选择去德国进修，当时曾留宿在南部氏的别墅里，读了拿破仑和腓特烈二世的生传，同时还成为日莲宗的国柱会会员，1923年国柱会设立立宪养正会，石原也受到其第一任总裁田中智學思想的影响。石原莞尔到德国喜欢上了照相机，并买了一整套设备。1924年8月从德国回国前石原莞尔晋升少佐，回国后继续回到陆大任兵学教官。

### 关东军参谋
1928年8月，石原莞尔晋升中佐，之后经过河本大作大佐（皇姑屯事件的主谋）的推荐，到满洲任关东军作战主任参谋，1929年5月板垣征四郎大佐也被调到关东军任高级参谋。在1920年代日本所谓“满蒙生命线”的理论甚嚣尘上。石原莞尔中佐，板垣征四郎大佐以及关东军参谋花谷正少佐和今田新太郎少佐就经常碰头，研究占据满洲的问题。“最终战争论”也在这段时期通过“满蒙占有计划”而成形。日本国内陆军省与参谋本部也有不少人卷入“918”阴谋。
1931年9月18日，石原莞尔和板垣征四郎策动满洲事变，独立守备队步兵第2大队的第3中队在柳条湖炸毁一小段南满铁路，并进攻张学良军队的驻地沈阳的北大营。石原莞尔劝说在旅顺尚不知情的关东军司令本庄繁中将同意立即出动关东军，于19日占领瀋陽，並在很短時間內通过手下的一万数千名的关东军从23萬人的张学良的军队手下占领相当于日本国3倍大小的满洲。最初，参谋本部顾及国际影响不同意在满洲建立政权的方案，并劝阻关东军停止作战。石原莞尔提出：“关东军就是全体放弃日本国籍，改编为满洲合众国国军，也要拿下全满洲。”
1932年8月，石原莞尔晋升大佐，同年10月作为松冈洋右的随员去日内瓦参加国联大会，在这次会议上日本宣布退出国联。
在建立满洲国之后，石原从原来的“满蒙占有论”转向“满蒙独立论”，倡导部分日本人放弃自己的国籍也成为满洲人，外加以“民族协和”为前提让中国成为“东洋的美国”以筹备“世界最终战论”里日美决战前的第一阶段构想。在“最终战争论”中曾写到，“发源于中亚的人类文明分为东西两支，几千年来各自发挥其特长和特点，不断进步，而最近两三个世纪的发展更是突发猛进。时至今日，这两个文明已形成隔着太平洋而相互对峙的局面。这种局面必将导致战争，战争之后将走向统一，最终创造最后最高的文明的‘黄金时代’，人类最后的大战争是以日美为中心而进行的世界大战争，首先是持久战争，然后是决战战争”。石原理解飛機在戰爭的重要性和核裂變的破壞力。

### 二·二六事件
1933年8月，石原莞尔被任命为仙台步兵第4联队的联队长。1935年10月，被任命为参谋本部作战课课长。
1936年，部分倾向皇道派的陆军下级军官发动了二二六事件，石原时任参谋本部的作战课长，同时担任戒严司令部参谋介务，參與镇压叛亂军。石原自称既不是“统制派”，也不为“皇道派”，而是“满洲派”。不仅一度阻止安藤辉三大尉（事件平息后被判处死刑）率领的部队，并警告其说道“请别乱用陛下的军队！如果想杀死我石原的话就直接用你的手吧。”又和栗原安秀中尉（事件平息后亦被判处死刑）持手枪对峙。石原曾与叛军支持者、皇道派军官满井佐吉中佐谈判（谈判结果不为双方所接受）。

### 左迁
1937年3月，石原莞尔晋升少将，任参谋本部作战部部长。1937年，在七七事变时，参谋本部当时反对把战线再扩大，而想为对苏联战争作准备的时任作战部长的石原莞尔也不支持在中国战线上投入那么多的物资和人力，有违其任内主持修订的《国防国策大纲》。而“绥远事变”时的关东军第2课长武藤章一度嘲讽石原的政策，说到“我只不过是模仿石原阁下当时在满洲事变中的作法而已”。时任军务局军事课长田中新一大佐和参谋本部作战课长武藤章大佐是主战派。石原随后不断提倡自己的“不扩大方针”，并且积极参与“陶德曼调停”等工作，和当时的关东军参谋长东条英机的规划形成强烈的对立。
同年9月，由于主张不战，在参谋本部的机构改革中从参谋本部被调任为关东军的参谋次长。1938年石原莞尔作为关东军的参谋次长和东条英机在对于满洲国的战略思想上的代沟越来越大，东条不予理会其想让满洲国自立成为“亚洲盟友”的构想，而石原又常常直呼东条为“东条上等兵”和“白痴”。1938年12月5日，被任命为京都府舞鹤市舞鹤要塞的司令官。1939年8月晋升中将，并调任京都的陆军第十六师团的师团长。
1941年3月1日，石原莞尔被免除师团长职务，同年4月，石原受到立命馆大学校长中川小十郎的邀请，成為立命馆大学新开设的課程“国防学讲座”的讲师。随即又担任大学里的国防论、战争史和国防经济论等科目的“立命馆大学国防研究所”所长。同期的教师职员还有研究第一次世界大战史的酒井镐次中将，拿破仑战史的伊藤政之助少将，国体学的里见岸雄等。石原每周大概进行一次到两次的讲座，并且参加骑马部学生们的课外教育，余下的时间自己看书度日。此後，石原被编入预备役。东条在这段时期派宪兵跟隨他，从讲课的内容到进出他家的人员都要向東條做汇报。1941年9月，因为宪兵和警察的压力从大学辞职返回故乡山形县的鹤岗，校长中川小十郎等教师参加了送别会。1942年《国防政治论》由圣纪书房发表。退出现役后的石原莞尔主要活跃于教育评论，写作和演讲等活动，同时也经常发表“不可为石油而发动战争”的评论。

#### 东条英机暗杀计划

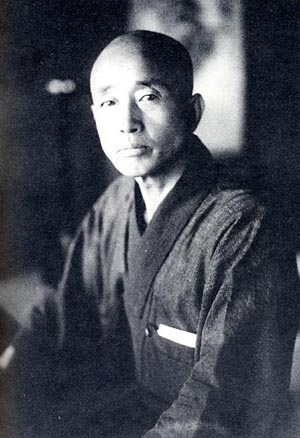
1945年左右的石原莞尔

1944年6月柔道家牛岛辰熊和津野田知重少佐正在东亚联盟中从石原莞爾处学习，由于津野田知重从大本營参謀部三課的秘密文件中得知日军的惨败状况，于是两人打算暗杀首相东条英机，当时两人商谈说“再这样下去所有国民都会死掉的”，于是向皇族递交了一份让东条下台的名为《大东亚战争现状的观察》的信件。他们也将这一献策给石原看过，石原说“让我考虑一晚”之后在信件上写上“作为非常手段，迫不得已时只好杀了东条”的字样。第二天两人对石原说“现在已经一切都为时太晚了”，然后取过红铅笔在末尾上写上“同意动手”。
就暗杀的手段，两人打算采用習志野的化学学校秘密開發的氰化钾炸弹“茶瓶”，但就在此时东条因为战局不利内阁总辞职而下台，之后两人的计划走漏，于9月被捕。后来作家增田俊也所写的《木村政彦为什么没有杀死力道山》一书中提到，牛岛打算由他的徒弟木村政彦充当刺客。

### 战后
1945年（昭和20年）8月15日，日本战败后，因为曾和东条的对立使得自己被免于被起诉为战犯（另一個可能原因是他已經重病）。远东国际军事法庭的检察官曾到石原养病的医院听取证词，但石原只是指责了在他眼中“毁了国家”的东条英机和梅津美治郎等人，但对其他的军方将领则给予辩护。石原也以证人的身份出席了東京軍事法庭，当庭回答检察官的问题并作出了自己的陈述，包括批判麦克阿瑟和杜鲁门对日本本土实施的大规模轰炸。此外，他也发表《我们的世界观笔记》和《新日本的出路》表明让日本“放弃战争”的理念，并提出建设“不要战争的文明”等主张。同時在给驻日盟军总司令的信中提出“超阶级的政治”等观念，包括“过去的政治是为阶级利益的政治”而“超阶级政治”只是“为了理想”。1949年（昭和24年）8月15日，石原莞尔在家中口述完名为《新日本的进路》的遗书后，因膀胱癌等病在游佐町的家中去世，终年60岁。

## 履历
- 1889年（明治22年）1月18日，出生。
- 1895年（明治28年），进入温海寻常高等小学校寻常课二年级。
- 1897年（明治30年），转入狩川寻常高等小学校寻常课四年级。
- 1898年（明治31年），进入狩川寻常高等小学校高等课一年级。
- 1899年（明治32年），转入藤岛高等小学校二年级。
- 1900年（明治33年），转入鹤冈朝阳高等小学校三年级。
- 1901年（明治34年），进入山形县立壮内中学校（今天的山形县立鹤冈南高等学校（日语：山形県立鶴岡南高等学校）），但是同年退学。
- 1902年（明治35年）9月，进入仙台仙台陆军地方幼年学校（第六期）。
- 1905年（明治38年）9月，进入东京陆军中央幼年学校。
- 1906年（明治39年），患上慢性胃炎。
- 1907年（明治40年）：
  - 5月，从陆军中央幼年学校毕业。
  - 6月，作为士官候补生加入到陆军步兵第32聯隊。
  - 10月，在秋季的演习中担任分队长，随后成为军曹。
  - 12月，进入陆军士官学校。
- 1909年（明治42年）：
  - 5月27日，从陆军士官学校毕业。（第21期）
  - 12月25日，作为陆军步兵少尉，加入步兵第65联队（日语：歩兵第65連隊）。
- 1910年（明治43年）：
  - 4月，随部队驻扎朝鲜春川市。
  - 6月，转移到京城府。
- 1913年（大正2年）2月，晋升步兵中尉。
- 1915年（大正4年）11月，进入日本陆军大学
- 1917年（大正6年）7月，和清水泰子结婚（同年9月即离婚）。
- 1918年（大正7年）11月，从陆军大学校毕业（第三十期），回到原部队。
- 1919年（大正8年）：
  - 4月，晋升步兵大尉，成为步兵第65联队的中队长。
  - 7月，调入教育总监部（日语：教育総監）工作。
  - 8月，和国府锑子结婚。
- 1920年（大正9年）：
  - 4月，进入中國華中派遣队司令部，加入国柱会。
  - 5月，到达汉口。
- 1921年（大正10年）：
  - 5月，归国。
  - 7月，任为陆军大学校教官。
- 1922年（大正11年）：
  - 8月，作为陆军大学校教师赴德国进修。
  - 9月，留住德国。
- 1923年（大正12年）2月，到达柏林。
- 1924年（大正13年）8月，晋升步兵少佐。
- 1925年（大正14年）10月，任陆军大学校教官，教育古战史。
- 1928年（昭和3年）：
  - 5月，因为耳炎入院陆军军医学校附属医院，7月出院。
  - 8月，晋升步兵中佐。
  - 10月10日，成为关东军作战主任参谋。
- 1931年（昭和6年）：
  - 9月18日，九一八事变（九一八事变）爆发，指挥控制了东三省。
  - 10月5日，成为关东军作战课长。
  - 10月8日，搭乘司令机，指挥对锦州市的轰炸。
  - 11月4日，指挥和马占山军队的作战。
- 1932年（昭和7年），8月8日，晋升步兵大佐，调入陆军兵器本厂（日语：陸軍兵器廠）（曾作日内瓦会议随员）。
- 1933年（昭和8年）：
  - 8月1日，成为仙台步兵第4聯隊的联队长。
  - 10月，因为膀胱问题入院。
- 1935年（昭和10年）8月1日，调任参谋本部作战课长。
- 1936年（昭和11年），在二二六事件发生期间任戒严司令部参谋兼务，处理了这次事件。
  - 6月19日，成为参谋本部战争指导课长。
- 1937年（昭和12年）：
  - 1月7日，调任参谋本部第一部长。
  - 3月1日，晋升陆军少将，任参谋本部第一部长。
  - 9月27日，因为七七事變的发生和自己的“不扩大方针”主张被调为关东军参谋副长。
- 1938年（昭和13年）：
  - 8月18日，兼任在满州国大使馆内陆军武官，就满洲国的统治方式跟关东军参谋长东条英机发生矛盾，被除职。
  - 12月5日，成为京都舞鹤要塞（日语：舞鶴要塞）的司令官。
- 1939年（昭和14年）：
  - 8月1日，晋升陆军中将，调任留守第16师团司令部。
  - 8月30日，成为第16师团的师团长。
- 1941年（昭和16年）：
  - 3月1日，被参谋总长东条英机罢免职务，等候命令。
  - 4月。成为立命馆大学的讲师，成为新成立的国防学研究所所长，教受国防学。
  - 8月31日，编入预备役。
  - 9月，从立命馆大学辞职。
- 1944年（昭和19年）：
  - 11月，因为怪文章事件被招到军法会议。
  - 12月，因为东条暗杀未遂事件再次被招到军法会议。
- 1945年（昭和20年），拒绝担任内阁顾问的差务。
- 1946年（昭和21年）：
  - 1月，入院东京帝大病院。
  - 2月，入院东京递信病院。
  - 3月，在病床上接受东京军事法庭的询问。
  - 4月，正式被排除在最后的战犯名单里。
  - 8月，出院返乡。
  - 10月，接受手术和疫苗，移居到山形县饱海郡高瀬村（现在的游佐町）。
- 1947年（昭和22年），在鹤冈市的壮内病院接受手术。
  - 5月1日到5月2日，以证人的身份从酒田市出发参加东京审判。
- 1948年（昭和23年），因为军国主义者的身份不能再进入公职。
- 1949年（昭和24年）春天，肺炎，肺水肿和膀胱癌一起病发，身体开始恶化。
  - 8月15日，上午四点五十五分去世，石原莞尔的墓地现位於山形县饱海郡游佐町菅里字菅野[5]。

## 著作
- 《战争史大观（日语：戦争史大観）》
- 《世界最终战论（日语：世界最終戦論）》
- 《满蒙问题我见》
- 《关东军领有满蒙计划》
- 《从军事上看日美战争》
- 《扭转国运的根本国策—满蒙问题解决案》
- 《现在及将来的日本国防》